# Magasz kürénéi király
Magasz (görögül Μάγας), (Makedónia, i. e. 320-as évek – Küréné, i. e. 250), az ókori Küréné királya az egyiptomi Ptolemaidák közül (uralkodott i. e. 283/282-től haláláig), I. Ptolemaiosz Szótér mostohafia, I. Bereniké gyermeke, II. Ptolemaiosz Philadelphosz féltestvére volt.

## Élete
Életéről nem sokat tudunk. A források szerint apja egy közrendű, bizonyos Philipposz volt. Mostohája, I. Ptolemaiosz az i. e. 310-es években hódította meg az észak-afrikai Kürénét, ahol i. e. 298-ra stabilizálta hatalmát. A tartomány élére i. e. 300 körül Magaszt nevezte ki, aki valószínűleg Egyiptomtól függő helytartóként kormányzott, bár elképzelhető, hogy tiszteletbeli királyi címet is kapott. Amikor apja meghalt, fellázadt, és önállósította magát.
Hamarosan Egyiptomra támadt, és egészen a határon fekvő Paraitonionig tört előre. Mivel mindkét fél hátországában lázadások törtek ki, Magasz visszavonult, II. Ptolemaiosz pedig nem tudta üldözni elégedetlenkedő kelta katonáival. Nemsokára ismét kitört az ellenségeskedés. i. e. 275-re az öt évvel korábban II. Ptolemaiosztól súlyos vereséget szenvedő I. Antiokhosz Szótér, a Szeleukida Birodalom királya stabilizálta kis-ázsiai hatalmát, szövetségre lépett Magasszal (megpecsételésként feleségül adva hozzá Apama nevű lányát), akivel i. e. 274-ben közös támadást indítottak, kirobbantva az I. szíriai háborút.
Ptolemaiosz a kettős fenyegetést, amit ismét katonai lázadás súlyosbított, Magasz leszerelésével számolta fel. Féltestvére ezúttal bevette Paraetoniumot, és már Alexandria városát fenyegette. Amint Ptolemaiosz elismerte Kürenaika független királyának, Magasz befejezte a háborúskodást, csecsemőkorú lányát, Berenikét pedig az ifjú egyiptomi trónörökössel, a későbbi III. Ptolemaiosz Euergetésszel jegyezték el.
Magasz hátralevő uralmáról gyakorlatilag semmit sem tudni, ami valószínűvé teszi, hogy békében telt. Plutarkhosz idéz egy komédiarészletet, melyben Magasz igen műveletlennek, de jóindulatúnak mutatkozik, és azt is feljegyezték róla, hogy mértéktelenül szeretett enni. i. e. 250-ben bekövetkezett halálát állítólag kövérsége miatti megfúlás okozta. Bereniké és III. Ptolemaiosz frigyét csak a halála után kötötték meg, ekkor a tartomány ismét egyesült Egyiptommal.

## Egyéb Kürénéi királyok
Az Egyiptomtól többször függetlenedő Kürénét a Ptolemaida dinasztia két másik tagja is uralta az idők folyamán:
- VIII. Ptolemaiosz Euergetész, V. Ptolemaiosz Epiphanész kisebbik fia (i. e. 163–145);
- Ptolemaiosz Apión, VIII. Ptolemaiosz Phüszkón törvénytelen fia (i. e. 116–96).